# Ле-Бхейр
Ле-Бхейр — озеро в области Асаба, Мавритания. Расположено на западной окраине массива Асаба, в центральной южной части страны.
Ле-Бхейр имеет несколько незначительных сезонных притоков на севере и западе. Вытекает из озера одна сезонная река — Уэд-Хасеи-Сиди-Ахмед, впадающая в Чёрный Горголь (бассейн Сенегала). Высота уреза воды — 76 м над уровнем моря.
На берегах озера расположено одноимённое поселение.